# Тихоновка (Карагандинская область)
Ти́хоновка (каз. Тихонов) — упразднённое село в Абайском районе Карагандинской области Казахстана. Ликвидировано в 2007 году. Входило в состав Акбастауского сельского округа.

## Население
В 1999 году население села составляло 109 человек (62 мужчины и 47 женщин).